# Галицкий, Александр Владимирович
Алекса́ндр Влади́мирович Га́лицкий (род. 9 февраля 1955, Заречаны, Житомирская область) — венчурный инвестор, кандидат технических наук, автор 100 научных публикаций и обладатель 30 патентов. Основатель компании «ЭЛВИС-ПЛЮС», основатель и управляющий партнёр фонда Almaz Capital Partners. В советские годы — учёный-оборонщик в советской космической промышленности, один из главных конструкторов в НПО «ЭЛАС». Александр Галицкий имеет два паспорта (голландский и российский), но считает себя украинцем.

## Биография

### Ранние годы
Александр Галицкий родился 9 февраля 1955 года в селе Заречаны Житомирской области Украинской ССР в семье председателя совхоза и школьной учительницы. В детстве Галицкий интересовался техникой и точными науками, увлекался сборкой радиоконструкторов и запуском самодельных ракет.
Окончил школу с золотой медалью, поступил в Московский институт электронной техники (МИЭТ). Во время учёбы Галицкий заинтересовался теоретической физикой и вычислениями на ЭВМ. В ходе студенческой практики оказался в зеленоградском НИИ Микроприборов (НИИМП). Туда же он пришёл на работу после окончания МИЭТа в 1979 году. На базовой кафедре МФТИ при НИИ Микроприборов он защитил диссертацию кандидата технических наук по специальности «Техническая кибернетика».

### НПО «ЭЛАС» и НТЦ «ЭЛВИС»
НИИМП разрабатывал спутники зондирования поверхности Земли, компьютерные системы для орбитальной станции «Мир» и системы космической связи. Глава «ЭЛАСа» Геннадий Гуськов в ходе кадровых перестановок в 1987 году назначил Галицкого главным конструктором компьютерных систем и программного обеспечения для спутников. Так Галицкий стал самым молодым главным конструктором в советской оборонной промышленности. В те годы из-за большой разницы в возрасте с коллегами за ним закрепилось имя — Саша.
В годы Перестройки руководство «ЭЛАСа» начало реорганизацию НПО, в результате которой в марте 1990 года были образованы четыре крупных научно-технических центра: «ОПТЭКС» (оптико-электронные комплексы и системы), «ЭЛИПС» (электронные и программные системы), «ИНАС» (информационные автоматизированные системы) и «ЭЛВИС» (электронно-вычислительные информационные системы). Под руководством Галицкого оказался «ЭЛВИС» и около 400 человек, которые там работали.
В 1990 году по приглашению Международного компьютерного клуба в СССР приехали основатель Sun Microsystems Билл Джой и директор компании по науке Джон Гейдж, которые искали талантливые технические кадры. На встрече с американцами Галицкий продемонстрировал им разработанную в «ЭЛАСе» новаторскую гибкую 22-слойную полиамидную печатную плату, которая значительно превосходила производимые массово 8-слойные платы, и пригласил их в Зеленоград. Там на руководителей Sun произвела огромное впечатление система передачи данных на базе межсетевого протокола, предназначенная для спутников-шпионов.
В 1991 году Галицкий впервые посетил Кремниевую долину и из поездки вернулся с идеей продвигать советские технологические разработки на Западе через создание советских компаний в США и привлечение венчурного финансирования от местных инвесторов.

## Предпринимательство

### ЭЛВИС+
Руководство Sun Microsystems, заинтересованное в сотрудничестве с Галицким, договорилось с Государственным департаментом США о предоставлении Галицкому, его коллегами, другим ведущим специалистам из Зеленограда и членам их семей 200 грин-карт для переезда в Штаты. Позже Sun отправила на имя Галицкого 20 высокопроизводительных рабочих станций с процессорами SPARC, стоимость каждой из которых на тот момент составляла 20—30 тысяч долларов. Принять технику на баланс НПЦ «ЭЛВИС» не позволяло законодательство, и чтобы обойти правовую коллизию в ноябре 1991 года Галицкий с коллегами учредили компанию «ЭЛВИС+».
Сотрудничество «ЭЛВИС+» с Sun началось с проекта системы низкоорбитальной спутниковой связи. Позднее из-за недостатка финансирования и жёстких ограничений на экспорт технологий проект был свёрнут, но компании продолжили работу в рамках контракта на реализацию протокола 802.11 в PCMCIA-совместимом устройстве для объединения мобильных компьютеров в беспроводную сеть, позднее названную Wi-Fi.  В 1993 году «ЭЛВИС+» опередил других привлечённых Sun подрядчиков, включая Motorola, и представил разработку уже в 1993 году. Это окончательно убедило Sun в целесообразности инвестиций в российскую компанию. Сделка по покупке 10% «ЭЛВИС+» за 1 миллион долларов состоялась в марте 1993 года и стала первой инвестицией в истории компании Sun. Сделка вызвала резонанс, после того как популярные издания Washington Post и Washington Technology процитировали неназванные источники, обвинявшие Галицкого в причастности к созданию систем доставки ядерного оружия для стран Ближнего Востока. Свою непричастность Галицкий доказал на закрытых слушаниях с участием представителей американских спецслужб и сенаторов.

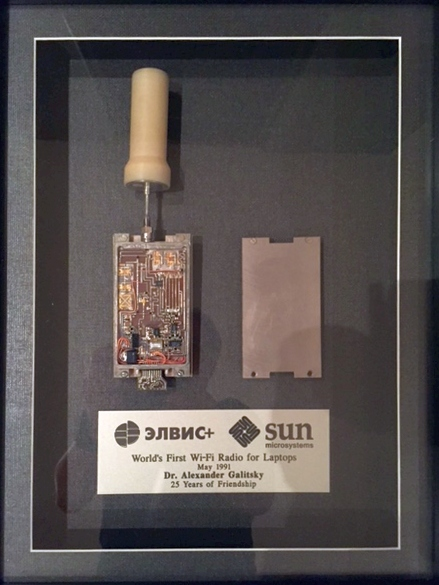
Разработанный в «ЭЛВИС+» первый в мире Wi-Fi модуль для ноутбуков

Разработанный «ЭЛВИС+» беспроводной передатчик оказался мало востребован на рынке начала 1990-х годов. Галицкий запатентовал разработки и попытался продать продукт российским и иностранным заказчикам, но не имел в этом успеха. В конечном счёте «ЭЛВИС+» продал устройство беспроводной связи Правительству США.
Вместе с инвестиционным соглашением 1993 года «ЭЛВИС+» и Sun подписали многолетнее соглашение о сотрудничестве, в рамках которого компания Галицкого занялась разнообразной контрактной разработкой для американских партнёров.  Галицкий и его коллеги получили ранний доступ к новейшим разработкам Sun, например, познакомились с будущим языком Java за 2 года до его релиза. Параллельно с исполнением контрактов Sun «ЭЛВИС+» развивал направление решений для сетевой информационной безопасности — первые исследования в этой области были опубликованы в 1994 году. В 1996 году «ЭЛВИС+» на основе взломанного сетевого драйвера Microsoft разработал VPN для компьютеров под управлением операционных систем семейства Windows. В мае 1997 года Sun официально объявил о решении приобрести у «ЭЛВИС+» OEM-лицензию на право его мировой дистрибуции для платформ Windows 3.11 и Windows 95. Затем продукт получил сертификацию государственной технической комиссии при президенте РФ.
Анонс спровоцировал ещё один скандал с участием Галицкого и властей США: те не верили, что российская компания могла разработать столь сложную технологию самостоятельно и подозревали Sun в передаче «ЭЛВИС+» своих наработок в области криптографии, а следовательно — нарушении запрета на экспорт криптографии. К расследованию подключилось Агентство национальной безопасности, сотрудники которого проводили обыски в офисах Sun и изымали переписку сотрудников, работавших с «ЭЛВИС+», проводили экспертизу программного кода. Впоследствии Галицкий вспоминал, что, по словам представителей Министерства торговли США, расследование началось после жалобы Microsoft, с которым Sun конкурировал на корпоративном рынке.
Расследование затянулось почти на год, и в конечном счёте с «ЭЛВИС+» и Sun были сняты все подозрения. За счёт широкого резонанса и множества публикаций в СМИ инцидент принёс Галицкому и его компании мировую известность. В 1998 году в «ЭЛВИС+» отмечали, что шумиха поспособствовала интересу к их продукту — демо-версия была скачана с серверов «ЭЛВИС+» более 3500 раз. Технологические новации «ЭЛВИС+» были высоко оценены западными технологическими экспертами, а журнал The Wall Street Journal включил компанию в число 10 бизнесов из Центральной и Восточной Европы и России, состоявшихся на мировых рынках и конкурирующих с их крупнейшими игроками. К моменту, когда скандал вокруг VPN от «ЭЛВИС+» улёгся, 5-летнее соглашение о сотрудничестве с Sun истекло, и стороны не стали его продлевать. В дальнейшем Галицкий занялся другими проектами и в конце 1990-х годов отошёл от оперативного управления «ЭЛВИС+», но остался основным владельцем компании, и лишь однажды вернулся к непосредственному руководству в 2009—2010 годах, чтобы помочь компании преодолеть последствия финансового кризиса.

### Элвис-телеком
В 1992 году «ЭЛВИС+» запустил первый в России факс-шлюз и начал предоставлять услуги интернет-факса. В 1993 году «ЭЛВИС+» стал одним из первых в России интернет-провайдеров. В 1994 году совместно с «Вымпелкомом» и НТЦ «Модуль» компания представила услуги беспроводного интернета для портативных компьютеров. В 1996 году вместе с теми же партнёрами Галицкий учредил интернет-провайдера «Элвис-телеком». К 2000 году компания обслуживала около 10 тысяч клиентов в Москве и занимала 15% столичного рынка интернет-телефонии. В октябре 2000 года Галицкий вышел из актива, продав свою долю норвежскому национальному оператору связи Telenor.

### TrustWorks
TrustWorks была учреждена  Галицким в марте 1998 года в Нидерландах. Из Sun Microsystems в новую компанию перешёл бывший главный менеджер группы продуктов для сетевой безопасности Хамфри Поланен, а из «ЭЛВИС+» на проекты TrustWorks были направлены несколько десятков программистов. TrustWorks занималась разработкой и продажей решений для информационной безопасности и управления VPN на основе протоколов семейства IPsec, разработанных в «ЭЛВИС+».
Технологии TrustWorks оказались востребованы крупными игроками финансовой сферы и правительственными учреждениями США и стран Европы. В трёх инвестиционных раундах компания привлекла в общей сложности 30 миллионов долларов. В январе 2000 года на Всемирном экономическом форуме в Давосе TrustWorks и Галицкий были удостоены премии Technology Innovation for new Millennium Award в рамках впервые проведённой сессии «Пионеры технологий», посвящённой новаторским технологиям XXI века.
В 2002 году совет директоров и инвесторы приняли решение о продаже TrustWorks английской Hansard Group и был переименована в Synartra.

### EzWim
В 2001 году Галицкий основал в Амстердаме компанию EzWim, которая предоставляла корпоративным клиентам SaaS-решения для управления расходами на телефонную связь сотрудников. Сам предприниматель называет её своим успешным бизнес-ангельским проектом. В октябре 2010 года EzWim был приобретён консорциумом TMT Ventures.

## Инвестиции
В 2003 году к Галицкому обратился партнёр венчурного фонда Vision Capital и основатель ассоциации Tech Tour Свен Лингъярд с предложением стать президентом первого «Техтура» в России 2004 года — специализированного форума, в рамках которого международные инвесторы посещали страны с растущими венчурными рынками и знакомились с местными стартапами. Из списка около 200 технологических компаний, работающих на разных рынках, его команда для встреч с инвесторами выбрала 25. Позже Галицкий был президентом «Техтура» Юго-Восточной Европы, который проходил в Бухаресте и Софии в мае 2019 года, а также президентом «Техтура» Восточной Европы, состоявшегося в Варшаве и Софии в 2018-м.
В период с 2003 по 2007 год Галицкий был советником и частным инвестором в ряде компаний, среди которых телекоммуникационная компания «Старт Телеком» (выкуплена «Синтеррой»), производитель автомобильных навигационных карт NavMaps (приобретён Tele Atlas), сервис Evernote, разработчики ПО Parallels и Acronis, SJLabs (продана YMAX) и разработчики решений в области сетевой безопасности «С-Терра» и Magnifire (продана F5 Networks) и разработчик решений в области криптографии PGP Corporation.
В 2005—2007 годах Галицкий принял приглашение «Русских технологий», входящих в консорциум «Альфа-Групп», и в качестве консультанта занимался созданием в фонде практики инвестиций в IT.

### Almaz Capital Partners
В ходе «Техтура» в 2004 году к Галицкому обратились представители американской компании Cisco, которые предложили создать венчурный фонд с деньгами их компании для инвестиций в российские стартапы. Галицкий принял предложение Cisco, и в 2008 году был создан международный венчурный фонд Almaz Capital с головным офисом в Кремниевой долине.
Партнерами фонда совместно с Галицким стали: Чарльз Райан (в то время основатель и глава UFG AM, а также глава Deutsche Bank в России), Питер Лукьянов (американец российского происхождения, работавший в венчурном фонде Alloy) и Павел Богданов (партнер из фонда Russian Technologies). Советником Almaz Capital пригласили Джеффри Баера, старого друга и партнёра Александра Галицкого по разработке сетей Wi-Fi и VPN, который к тому моменту более 10 лет работал в американском венчурном фонде U.S. Venture Partners. Позднее Лукьянов из-за разногласий с Галицким покинул компанию в 2011 году, а Джеффри Баэр вошёл в число партнёров.
Якорным инвестором первого фонда Almaz Capital объемом 72 млн долларов стала Cisco Systems, позже к ним присоединились UFG и Европейский банк реконструкции и развития (ЕБРР) и вложили по 20 млн долларов каждый. Партнёры фонда Райан и Галицкий также выступили в роли частных инвесторов. Деятельность первого фонда сконцентрировалась на поиске интересных проектов на территории СНГ, которые могли быть востребованы на глобальном рынке.
В 2011 году Галицкий решил учредить следующий фонд — Almaz II — без участия Лукьянова. Лукьянов, посчитав это нарушением своих прав на торговую марку Almaz, подал иск в окружной суд Калифорнии с требованием компенсации в 30 миллионов долларов. Из-за разногласий с Галицким Лукьянов покинул компанию в 2011 году, а Джеффри Баер вошёл в число партнёров. Из-за этих событий Фонд Almaz Capital II был создан только в 2013 году, а не в 2011, как планировалось ранее.
В 2013 году был создан фонд Almaz Capital II объёмом 174 миллиона долларов. К основным инвесторам фонда (Cisco и Европейскому банку реконструкции и развития) добавилась Международная финансовая корпорация, входящая в структуру Всемирного банка. В роли инвесторов второго фонда также выступили семейные офисы и серийные предприниматели. Второй фонд расширил географию своей деятельности, охватив СНГ и регионы Восточной Европы.
В 2021 году был сформирован фонд Almaz Capital III общим объёмом 191 миллион долларов. Инвестором фонда стал Европейский банк реконструкции и развития. Также в число институциональных инвесторов вошёл European Investment Fund.

## Общественная деятельность
В 2006 году Галицкий стал главой консультативного совета по развитию венчурного инвестирования, созданного при Министерстве информационных технологий и связи РФ. В 2010 году был приглашён в Совет Фонда «Сколково» и на общественных началах участвовал в развитии проекта. Галицкому приписывают успешное начало работы «Сколково» до завершения создания инфраструктуры «на земле». В том же 2010 году Галицкий вошёл в Консультативный совет Российской венчурной компании и стал его координатором. Позднее он выступил одним из инициаторов создания Российского квантового центра и помог организации наладить сотрудничество с Массачусетским технологическим институтом. В 2012 году Галицкий был приглашён в экспертный совет по развитию отрасли информационных технологий при Министерстве связи и массовых коммуникаций РФ. Галицкий вступил в наблюдательный совет бизнес-инкубатора Московского государственного университета и попечительский совет СколТеха. Александр Владимирович стал председателем Совета венчурного рынка РВК. С 2016 года Галицкий является членом совета директоров Украинской ассоциации венчурного капитала и прямых инвестиций.
Как партнёр фонда Александр Галицкий в разные годы являлся членом совета директоров компаний Acumatica, Acronis, Virtuozzo, CarPrice, Jelastic, Octonion/PIQ, Parallels, Petcube и StarWind.

## Награды и рейтинги
В советское время за достижения в работе Галицкий был удостоен премии Ленинского комсомола.
В 2011 году российское издание Forbes назвало Галицкого самым влиятельным человеком на российском IT-рынке и включил его в рейтинг наиболее примечательных россиян, добившихся успеха за рубежом. Также в 2011 году Forbes включил Галицкого в список 30 людей, определяющих лицо российского IT-бизнеса, отметив его вклад в развитие технологий Wi-Fi и VPN.
В 2000 году на Всемирном экономическом форуме в Давосе был назван «Пионером в области технологий». В 2012 году Галицкий был номинирован на международную премию The Investor AllStars Awards в категории «Инвестор десятилетия», а в 2013 году был удостоен первой российской премии в области венчурного финансирования Venture Awards Russia 2013, совместно организованной изданиями Rusbase и Firrma при поддержке РВК, проекта Venture Kitchen и аудиторско-консалтинговой группы PricewaterhouseCoopers. В ноябре 2013 года Галицкий стал победителем российского этапа ежегодного международного конкурса «Предприниматель года», организованного консалтинговой компанией EY и впоследствии входил в состав его жюри.
15 марта 2021 года награждён орденом Дружбы за заслуги в становлении и развитии российского сегмента информационно-телекоммуникационной сети «Интернет».

## Прочее
По утверждению продюсера фильма «Стартап» Ирины Смолко, Галицкий предложил ей идею киноленты, обобщающей опыт отечественной IT-индустрии за предшествовавшие 20 лет. В обзоре «Стартапа» издание Roem.ru отметило массу отсылок к биографиям реальных российских IT-предпринимателей. Так, параллели с жизнью Галицкого предположительно содержат сцены в начале фильма, в которых главному герою предлагают переехать работать в США вместе с командой.
Автор 100 публикаций и обладатель 30 патентов на разработки в областях параллельных вычислений, беспроводных сетей и технологий VPN. Один из американских патентов — на радиопередатчик — зарегистрирован совместно с Джеффри Баером, котором в дальнейшем станет партнёром Галицкого по фонду Almaz Capital.
С 2014 года Галицкий выступает советником «Фонда B612» — частной некоммерческой организации, направленной на исследование астероидов для защиты Земли от потенциально опасных столкновений с космическими телами. Вместе с Эстер Дайсон, вице-президентом Ebay Дэйном Глазго, основателем венчурной компании Draper Fisher Jurvetson и инвестором SpaceX Стивом Ювертсеном он входит в Founder's Circle — список основных участников, вовлечённых в развитие проекта.

## Личная жизнь
В интервью Галицкий рассказывал, что в прошлом увлекался пешеходным туризмом и виндсёрфингом, но с возрастом переключился на горные лыжи и дайвинг. Среди прочих его увлечений — гаджеты и чтение. Один из любимых авторов предпринимателя — Джон Рональд Руэл Толкин.